# Cociuba Mare
Cociuba Mare là một xã thuộc hạt Bihor, România. Dân số thời điểm năm 2002 là 3234 người.